# 军山铺镇
军山铺镇，是中华人民共和国湖南省常德市汉寿县下辖的一个乡镇级行政单位。 与汉寿其他地方不同，军山铺的居民使用的汉语方言为新湘语。

## 行政区划
军山铺镇下辖以下地区：
军山铺社区、南安村、王家堤村、尾基湾村、万寿桥村、月明山村、七星桥村、老鸦塘村、祝家仑村、罗家湾村、云晓村、锡文庙村、中山口村、老竹山村、金盘形村、青峰村和杏花村。